# Agrilus acanthopterus
Agrilus acaciae é uma espécie de inseto do género Agrilus, família Buprestidae, ordem Coleoptera.
Foi descrita cientificamente por Fisher, 1928.
Encontra-se do centro do México a Texas. Alimenta-se de Acacia  ', Leucaena, Prosopis (Fabaceae).